# Bonde søger brud
Bonde søger brud var et dansk datingprogram, der blev vist over tre sæsoner på Kanal 4, 2006-2008. Programmet er baseret på det engelske Farmer Wants a Wife (en) og er bl.a. blevet nævnt som den danske version af The Bachelor, men også bemærket for sine (ofte) humoristiske og særlige hovedpersoner.

## Koncept
10 landmænd kigger efter en kone, og efter en beskrivelse af dem selv skriver danske kvinder til dem. Herefter sorteres der ud blandt dem, og til sidst er spørgsmålet om landmændende finder sig en partner. 